# Глинянская городская община
Глинянская городская общи́на (укр. Глинянська міська громада) — территориальная община во Львовском районе Львовской области Украины.
Административный центр — город Глиняны.
Население составляет 9 745 человек. Площадь — 224,1 км².

## Населённые пункты
В состав общины входит 1 город (Глиняны) и 18 сёл:
- Великий Полюхов
- Выжняны
- Женив
- Заставное
- Косычи
- Кривичи
- Куровичи
- Мазов
- Перегноев
- Печения
- Подгайчики
- Погорельцы
- Разворяны
- Словита
- Солова
- Туркотин
- Шопки
- Якторов